# Стехново (Виборська волость)
Стехново (рос. Стехново) — присілок в Новоржевському районі Псковської області Російської Федерації.
Населення становить 191 особу. Входить до складу муніципального утворення Виборська волость.

## Історія
Від 2015 року входить до складу муніципального утворення Виборська волость.

## Населення
| 2001 | 2002 | 2010 |
| ---- | ---- | ---- |
| 306  | ↘212 | ↘191 |